# Mandarina

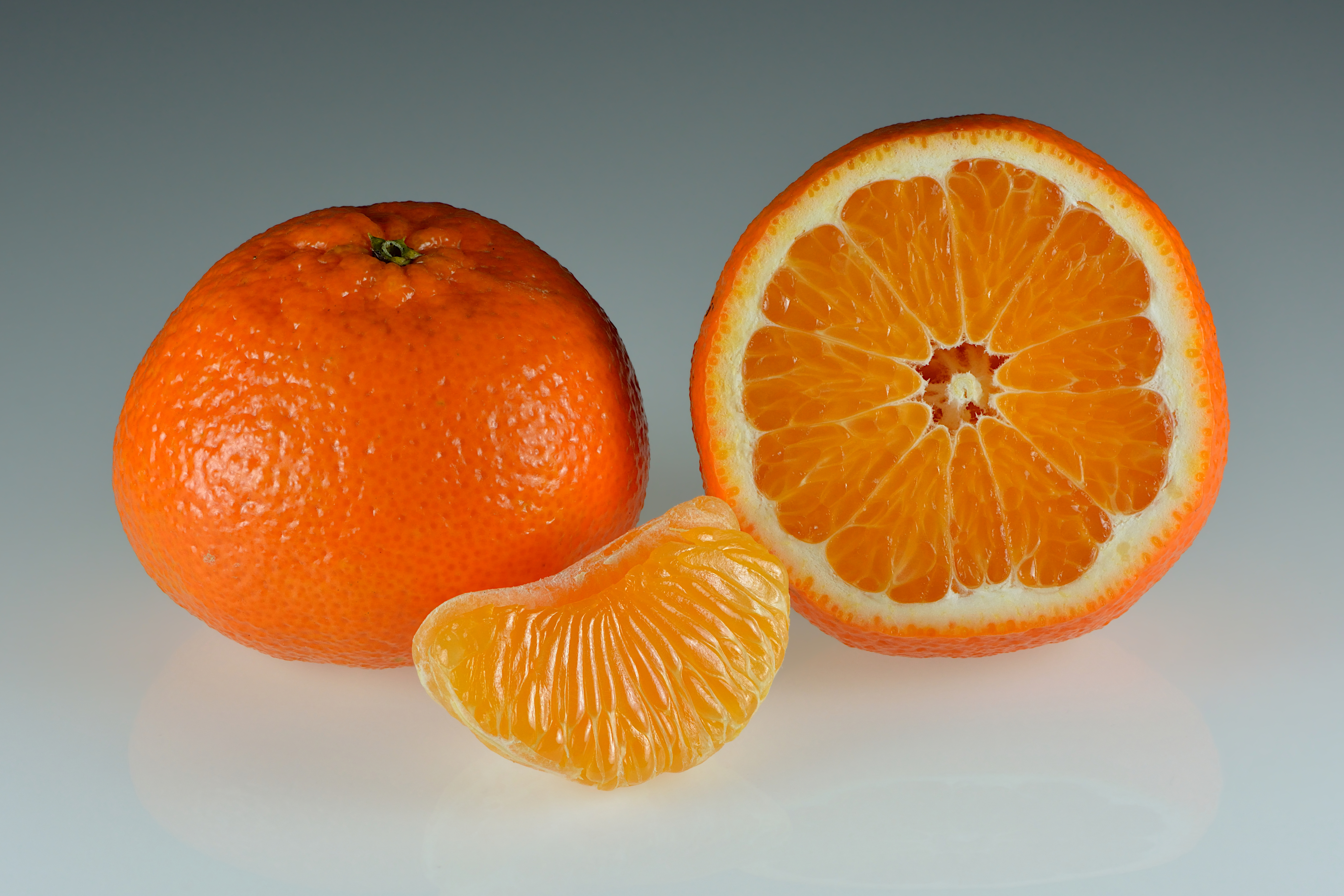
Tipo "Daren"

La mandarina es el fruto de las diferentes especies de cítricos llamados comúnmente mandarino, entre ellas Citrus reticulata, Citrus unshiu, Citrus × reshni, así como sus híbridos, incluyendo Citrus × tangerina, cuya taxonomía está discutida. Pertenece al grupo de frutos llamados hesperidios y su interior está formado por un considerable número de gajos llenos de zumo o jugo, el cual contiene mucha vitamina C, flavonoides y aceites esenciales.
Es un cítrico similar a la naranja, también de color anaranjado aunque de menor tamaño, sabor más aromático y con mayor facilidad para quitar su piel en la mayoría de las variedades, así como una acidez ligeramente inferior y una mayor proporción de azúcares simples. Estas propiedades hacen que se considere una golosina natural de fácil consumo para jóvenes y ancianos.
El mesocarpio o albedo de esta fruta no es sólido a diferencia del de la naranja, limón y pomelo, sino que tiende a ser fibroso formando una especie de "hilos" que se observan al retirar la cáscara.

## Origen
La mandarina proviene de las zonas tropicales de Asia. Se cree que su nombre se debe al color de los trajes que utilizaban los mandarines, gobernantes de la antigua China. Se puede afirmar que es una fruta originaria de China e Indochina. Su cultivo se introdujo en Europa en el siglo XIX. En la actualidad, los principales países productores son: China, España, México, Brasil, Argentina, Venezuela, Colombia, Marruecos, Israel, Japón, Uruguay, Paraguay, Bolivia, Perú  y Ecuador. 

## Variedades
Las mandarinas se clasifican en tres grandes grupos: Clementinas (Citrus reticulata var. Clementina), Híbridos y Satsumas (Citrus unshiu). A veces se considera a las Clemenvillas o Novas como otro grupo.

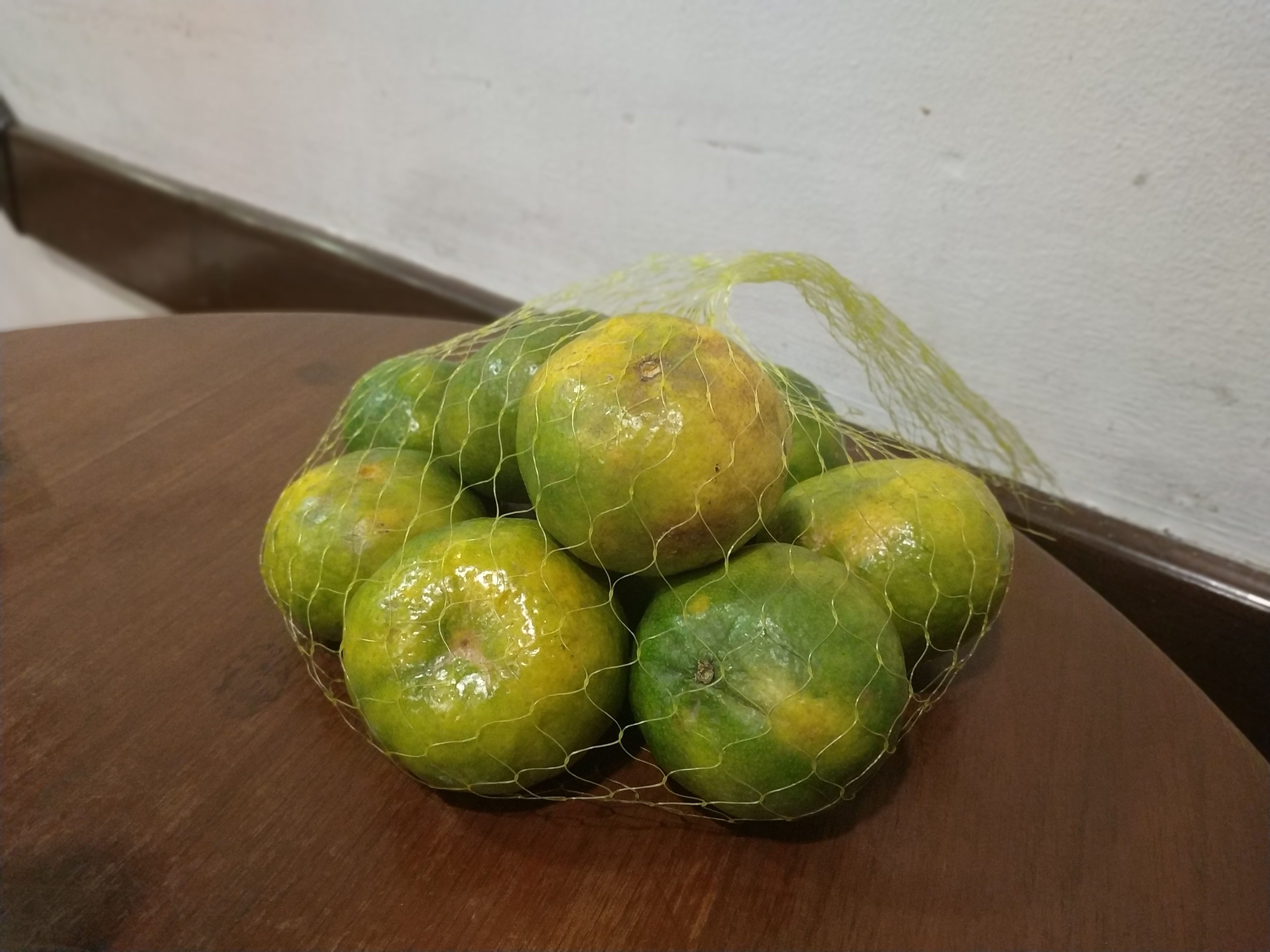
Mandarinas cultivadas en Los Yungas de La Paz (Bolivia).

En Bolivia y en Venezuela se encuentra la mandarina reina, que actualmente se exporta a Argentina, país que posee su propia variedad, la mandarina criolla.
- Clementina fina, fruto pequeño o de mediano tamaño (50 a 70 g) y extraordinaria calidad. Corteza fina de color naranja intenso. Recolección entre noviembre y enero. Frecuentemente requiere tratamientos para mejorar el tamaño y el cuajado.
- Clemenpons, muy similar a la clemenules, variedad de la que procede, pero su maduración se adelanta 15 días.
- Clemenules, fruto grande (80 a 100 g), de forma achatada, corteza de color naranja intenso y pulpa jugosa de muy buena calidad. Fácil de pelar. Prácticamente sin semillas. Recolección de noviembre a enero, después que la oroval. Se mantienen bien en el árbol. Su nombre procede de Nules, ciudad de Castellón donde fue concebida.[5]
- Esbal, fruto de tamaño medio (55 a 75 g), forma achatada, corteza naranja intenso, fácil de pelar, pulpa de muy buena calidad y sin semillas. Madura en la misma época que la oroval o un poco antes. Las lluvias prolongadas pueden dañar los frutos una vez maduros.
- Hernandina, fruto mediano (55 a 75 g), de forma ligeramente achatada, corteza fina color naranja intenso, fácil de pelar y pulpa jugosa de buena calidad. No posee semillas si no hay polinización. Madura internamente igual que la clementina fina, toma color dos meses más tarde. Se recoge entre enero y febrero. Aguanta bien las lluvias. Fue descubierta por Isidro Espuig en los viveros Hernández del pueblo valenciano de Alcácer, y de ahí proviene su nombre.
- Loretina, fruto de color intenso, con corteza un poco rugosa, de buen sabor y sin semillas, fácil de pelar. Se recoge unos días antes que la marisol, de la cual procede por mutación espontánea.
- Marisol, muy parecida a la oroval, pero se recoge unos 15 o 20 días antes.
- Oronules, fruto de mediano tamaño con forma ligeramente achatada, pulpa de muy buena calidad y sin semillas. Recolección a mediados de octubre.
- Oroval, fruto de forma redondeada, más grande que el anterior (70 y 90 g), de corteza granulosa de color naranja intenso. Fácil de pelar. Recolección de noviembre a diciembre. No es conveniente para su conservación mantener el fruto en el árbol, ya que pierde zumo.
- Daren, es un tipo de mandarina con un color naranja marcado, ese tipo de color solo se encuentra en ese tipo de especies

### Híbridos
Existen híbridos de Citrus x tangerina y Citrus reticulata con otras especies del género Citrus y sus frutos también reciben el nombre de mandarinas. Estos híbridos suelen producir frutos de buen tamaño y color naranja rojizo muy atractivo. La pulpa posee gran cantidad de zumo y es abundante en azúcares y ácidos orgánicos. La corteza está muy adherida a la pulpa.

### Satsumas
Es originaria de Japón y presenta un exquisito aroma. Sus árboles son los últimos en florecer y sin embargo son los primeros que se recolectan. Las frutas son de color amarillo naranja o naranja asalmonado, de buen tamaño, forma achatada y con propensión a hincharse cuando la corteza inicia el cambio de color.
- Clausellina, fruto de baja calidad y cuya recolección suele comenzar a mediados de septiembre.
- Okitsu, de buena calidad gustativa. Muy precoz, en algunas zonas comienza su recolección en septiembre.
- Owari, fruto de tamaño medio a pequeño, color naranja claro, forma aplanada y con mucho zumo.

## Producción mundial

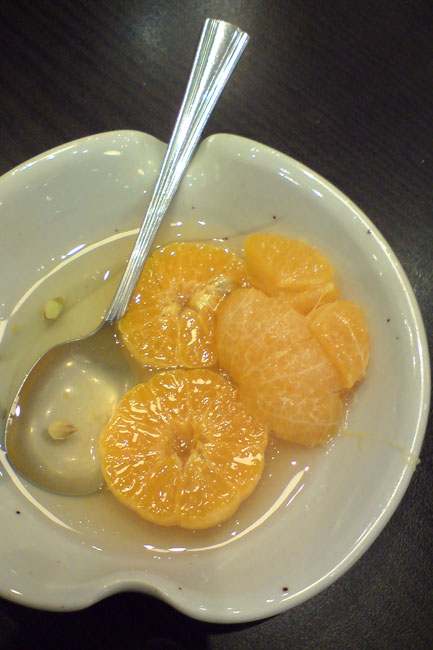
Milgam hwachae, un plato coreano de fruta realizado con mandarinas y miel

| Mandarinas y clementinas Los 10 principales productores en 2013 (X 1000 toneladas) | Mandarinas y clementinas Los 10 principales productores en 2013 (X 1000 toneladas) |
| ---------------------------------------------------------------------------------- | ---------------------------------------------------------------------------------- |
| China                                                                              | 15.185                                                                             |
| España                                                                             | 1.974                                                                              |
| Japón                                                                              | 1.066                                                                              |
| Marruecos                                                                          | 1.042                                                                              |
| Corea del Sur                                                                      | 778                                                                                |
| Egipto                                                                             | 748                                                                                |
| Turquía                                                                            | 744                                                                                |
| Irán                                                                               | 702                                                                                |
| Tailandia                                                                          | 670                                                                                |
| Pakistán                                                                           | 640                                                                                |
| Argentina                                                                          | 600                                                                                |
| Venezuela                                                                          |                                                                                    |
| Guatemala                                                                          |                                                                                    |
| Ecuador                                                                            |                                                                                    |
| Resto del mundo                                                                    | 4.156                                                                              |
| Total mundial                                                                      | 27.869                                                                             |
| Fuente: UN Food & Agriculture Organisation (FAO)                                   |                                                                                    |

## Beneficios de la mandarina
En los tratados de medicina china se la considera materia prima de primer orden. La pulpa contiene vitamina C, vitamina B, ácido cítrico, azúcar reductora y caroteno, aunque no en grandes cantidades. Su piel tiene aceite volátil y glucósido y sus semillas, aceites grasos, proteínas y sustancias amargas. Tiene propiedades broncodilatadoras y antiinflamatorias adecuada en el tratamiento de úlceras, ayuda el intestino y la digestión.